# Les Demi-sel
Pour plus de détails, voir Fiche technique et Distribution.
Les Demi-sel (titre original : Die Halbstarken) est un film allemand réalisé par Georg Tressler et sorti à l'automne 1956. Il a lancé la carrière de Horst Buchholz. 

## Synopsis
Le film décrit quelques heures (d'un samedi après-midi au dimanche à l'aube) de la vie d'une bande de jeunes dévoyés à l'été 1956, dans le Berlin-Ouest du miracle économique qui porte encore les stigmates de la guerre. Le chef est Freddy, 20 ans, en rupture familiale, accompagné de sa petite amie Sissy, visage d'ange et pas encore 16 ans, mais qui se révélera femme fatale pousse-au-crime. 
Freddy rencontre par hasard son petit frère Jan, 18 ans, garçon calme et raisonnable, qui vit toujours dans l'appartement familial où l'ambiance est d'autant plus sinistre que les parents sont écrasés de dettes. Freddy lui annonce qu'il aura bientôt de quoi se payer une voiture américaine ; Jan l'implore d'aider leurs parents. Freddy répond que c'est possible à condition que Jan fasse ce qu'on lui dit.
Or, Freddy prépare un « grand coup » avec sa bande : l'attaque d'un fourgon postal. Elle est menée dans la soirée, avec autant de brutalité que d'amateurisme ; Jan y participe passivement. C'est un fiasco : la caisse qu'ils croyaient pleine de billets ne contient que des mandats-lettres. Freddy perd la face devant ses camarades. Pour redorer son blason de chef, Sissy lui suggère d'aller cambrioler la nuit même une riche villa qu'on croit inoccupée, à tort. La situation va virer à la tragédie.

## Thèmes et contexte
- Grand admirateur du néoréalisme italien[1], Tressler a tourné son film en décors naturels, témoignant avec une précision documentaire d'une société en pleine mutation, avec le contraste accentué entre le luxe déjà clinquant des lieux publics et la pauvreté dans laquelle vivent encore de nombreux Berlinois.
- Le magnétisme du jeune rebelle incarné par Horst Buchholz lui valut le surnom de « James Dean allemand[2] ». Cependant, Tressler se garde d'idéaliser et d'esthétiser les délinquants qu'il met en scène : au fur et à mesure du film, ils se révèlent comme des voyous veules et arrogants, qui n'éveillent aucune empathie, et leur chef comme un dangereux caractériel.
- Voitures volées, blousons de cuir, jeans, juke-boxes : tous les ingrédients connotés à la culture blousons noirs (comme on dira en France) sont présents dans le film. On y danse aussi le rock 'n' roll, mais faute que de la musique rock soit encore produite en Allemagne, la bande sonore ne comporte que du jazz d'un style swing en voie de désuétude.

## Fiche technique
- Titre : Les Demi-sel
- Titre original : Die Halbstarken
- Réalisation : Georg Tressler
- Scénario : Georg Tressler et Will Tremper, d'après un récit de Will Tremper
- Musique : Martin Böttcher
- Instrumentaux : In Chicago, Sissy Blues, Mister Martin's Hop et Swing Party par Mister Martin's Band
- Photographie : Heinz Pehlke
- Son : Joachim Flamme
- Montage : Wolfgang Flaum
- Décors : Lothar Wloch
- Photographe de plateau : Helmut Kiehl
- Pays d'origine :  Allemagne de l'Ouest
- Tournage :
  - Langue : allemand
  - Période prises de vue : 2 juillet à août 1956
  - Intérieurs : CCC-Studios Berlin-Spandau
  - Extérieurs : Berlin
- Producteur : Wenzel Lüdecke
- Sociétés de production : Inter West Film GmbH (Allemagne), CCC-Film GmbH (Allemagne)
- Sociétés de distribution : Union Film Verleih GmbH, DCA (Distributors Corporation of America)
- Format : noir et blanc — 35 mm — 1.33:1 — monophonique
- Genre : thriller, drame
- Durée : 89↔97 minutes
- Dates de sortie : 
  - Allemagne de l'Ouest : 27 septembre 1956
  - France : 1er janvier 1957
- Mention CNC : tout public (visa no 18838 délivré le 10 janvier 1957)

## Distribution
- Horst Buchholz : Freddy Borchert
- Karin Baal : Sissy Bohl
- Christian Doermer : Jan Borchert
- Jo Herbst : Günther
- Viktoria von Ballasko : Madame Borchert mère
- Stanislav Ledinek : Antonio Garezzo
- Mario Ahrens : Mario
- Manfred Hoffmann : Klaus
- Hans Joachim Ketzlin : Willi
- Karlheinz Gafkus : Kudde
- Wolfgang Heyer : Wölfi
- Paul Wagner : Monsieur Borchert père

## Distinction
- Prix du film allemand 1957 : prix argent à Georg Tressler.